# Sébastien Balibar
Sébastien Balibar (Tours, 1947) é um físico francês, diretor de pesquisa do  Centre National de la Recherche Scientifique (CNRS) no laboratório de física estatística da École normale supérieure de Paris.
Os seus temas de pesquisa evoluíram da física dos metais à superfluidez, das superfícies líquidas às superfícies cristalinas, dos fenômenos críticos à física do crescimento cristalino, da termodinâmica fora de equilíbrio as transições de fases, aos problemas de instabilidade, de  elasticidade, de acústica não-linear, de nucleação, etc.